# BeardMeatsFood
Adam Moran (Leeds, 8 juli 1985) is een Brits competitief eter en Youtuber bekend van BeardMeatsFood. Anno december 2024 heeft zijn kanaal 4,6 miljoen abonnees.

## Biografie
Moran die oorspronkelijk werkte bij een bank maakte zijn YouTube-kanaal aan in 2015. De Beard in BeardMeatsFood is een verwijzing naar de typische baard van Moran. Hij maakt voornamelijk videos waarin hij verschillende eetchallenges probeert uit te voeren in een bepaalde tijdslimiet. Het gaat vaak om een Engels ontbijt in Engelse eetgelegenheden. Hij gaat daarnaast ook soms naar de Verenigde Staten waar hij deel neemt aan competitieve wedstrijden zoals de Major League Eating en enkele wereldkampioenschappen.
Sinds 2020 brengt hij jaarlijks rond kerstmis een single uit die te maken heeft met een bepaald gerecht. De opbrengst van de single gaat naar een goed doel genaamd Stroke Association. De eerste single uitgebracht in 2020 was Garlic Bread (I Think I'm In Love) wat een verwijzing is naar de voorliefde van zijn vriendin voor knoflookbrood. In 2021 volgde I Want Chicken Wings. In 2022 werd de single I Got Cheesecake uitgebracht samen met zijn zus.
Hij is samen met Josh Gudgeon de mede-host van de podcast Breaking Bread Podcast.

## Discografie
| Single                               | Jaar |
| ------------------------------------ | ---- |
| 'Garlic Bread (I Think I'm In Love)' | 2020 |
| 'I Want Chicken Wings'               | 2021 |
| 'I Got Cheesecake'                   | 2022 |
| 'Grab the Mince Pies'                | 2023 |
| 'Apple Pie'                          | 2024 |